# Lycodonus vermiformis
Lycodonus vermiformis es una especie de pez de la familia Zoarcidae en el orden de los perciformes.

## Morfología
El macho puede llegar alcanzar los 268 mm de longitud total.

## Hábitat
Es un pez de mar y de aguas profundas que vive entre 841-1.152 m de profundidad.

## Distribución geográfica
Se encuentran en Sudáfrica.

## Observaciones
Es inofensivo para los humanos. 